# Zootoca vivipara
La lucertola vivipara (Zootoca vivipara Jacquin, 1787) è un rettile della famiglia dei Lacertidi. 

## Distribuzione
In Italia è diffusa con continuità sulle Alpi Centro-orientali mentre più sporadica e localizzata in quelle Centro-occidentali.
In Lombardia la distribuzione della specie è prevalentemente alpina, la sua popolazione appare più omogenea nei distretti montani della Val Camonica e dell'alta Val Seriana. Per quanto riguarda la distribuzione altitudinale in Lombardia la specie è stata rinvenuta tra i 10 e i 2600 m s.l.m. Le stazioni della pianura padano-veneta sono dovute a relittismo glaciale.

## Biologia
Specie marcatamente microterma. La femmina partorisce una volta l'anno piccoli completamente formati e avvolti da una sottile membrana semitrasparente. Nelle Alpi Orobie e nel parco dell'Adamello la specie occupa ambienti di torbiera, rhodorovaccineti e pascoli umidi; più raramente si osserva in ambienti carsici. Nelle zone montuose è attiva da fine aprile a ottobre.

## Riproduzione
È chiamata vivipara (sarebbe più corretto dire ovovivipara) perché le uova si schiudono nel momento in cui la femmina partorisce queste uova. Tuttavia, questa specie presenta anche popolazioni con modalità riproduttiva ovipara, come ad esempio la sottospecie Zootoca vivipara carniolica (ora considerata specie a sé stante con il nome di Zootoca carniolica), distribuita in Nord Italia, Austria, Slovenia e Croazia, e la sottospecie Zootoca vivipara louislantzi, in Spagna, sulla catena montuosa dei Pirenei.

## Status e problemi di conservazione
Specie inclusa nella Convenzione per la conservazione della vita selvatica e dei suoi biotopi in Europa allegato I.